# 尼古拉耶夫卡市镇 (顿涅茨克州)
尼古拉耶夫卡市級市镇（烏克蘭語：Миколаївська міська громада），又按乌克兰语名译为米科拉伊夫卡市级市镇，是乌克兰顿涅茨克州克拉马托尔斯克区的一个市镇，行政中心为尼古拉耶夫卡。市镇面积为166.68平方公里，人口数量为17,246人（2018年）。

## 聚居点
该市镇包括一个城市（尼古拉耶夫卡）、两个镇（顿涅茨凯、賴霍羅多克）和12个村庄（拉伊-亚历山德里夫卡）。